# 柴垣和三雄
柴垣 和三雄（しばがき わさお、1906年5月30日 - 2001年5月1日）は日本の数学者、九州大学名誉教授、学位は理学博士。専攻は数学。

## 履歴
1906年金沢市生まれ。1929年に東京大学理学部物理学科卒業。
1941年に「n変数の一つの実函数の此等変数のm(<n)個の方程式によって定義さる超曲面上におけるクルチカルポイントについて」で東京大学より理学博士号を取得。その後九州大学、東京理科大学理学部教授を歴任。

## 著作
- 『線形代数に直結した幾何学序説』（1972、みすず書房）
- 『関数解析と数値解析入門』（1973、森北出版）ほか。
- ポリア『帰納と類比』『発見的推論』（1959、丸善）
- 『数学の問題の発見的解き方』全2巻（共訳、1964、1967、みすず書房）、
- ルベーグ『量の測度』（1976、みすず書房）